# (11874) Gringauz
(11874) Gringauz est un astéroïde de la ceinture principale.

## Description
(11874) Gringauz est un astéroïde de la ceinture principale. Il fut découvert le 2 décembre 1989 à La Silla par Eric Walter Elst. Il présente une orbite caractérisée par un demi-grand axe de 2,25 UA, une excentricité de 0,16 et une inclinaison de 4,9° par rapport à l'écliptique.

## Compléments